# Clytra rotundata
Clytra rotundata is een keversoort uit de familie bladkevers (Chrysomelidae). De wetenschappelijke naam van de soort werd in 1961 gepubliceerd door L. Medvedev.